# Frederic Bartlett
Frederic Charles Bartlett (Stow-on-the-Wold, 20 ottobre 1886 – Cambridge, 30 settembre 1969) è stato uno psicologo britannico.

## Biografia
Fu il primo professore di psicologia sperimentale all'Università di Cambridge dal 1931 fino alla cessazione della propria attività nel 1951. Con Kenneth Craik fu responsabile per l'istituzione del reparto di psicologia applicata Medical Research Council in Cambridge nel 1944. Fu uno dei precursori della psicologia cognitiva.
Craik scomparve l'anno successivo in un incidente stradale. Gli succedette Bartlett, che era pure professore nel Dipartimento universitario di Psicologia. Craik era un pioniere nell'uso del computer come modello per il trattamento dell'informazione da parte dell'uomo: sviluppò quello che probabilmente fu il primo modello di abilità informatizzato, applicandolo alla mansione bellica di tirare ad un bersaglio. Bartlett aveva un grande talento per combinare una sperimentazione accurata con lo sviluppo di una teoria applicabile tanto ai dati naturalistici quanto a quelli sperimentali.
Dal 1922 al 1952 Bartlett fu lettore di psicologia sperimentale, direttore di laboratorio di psicologia, e primo professore di psicologia sperimentale presso l'università di Cambridge. Egli influenzò il corso della psicologia inglese, sia come amministratore, sia come educatore. La sua più importante e significativa opera fu Remembering (1932), che esamina l'influenza dei fattori sociali nella memoria in un ambiente sperimentale. Invece delle tradizionali sillabe prive di senso, Bartlett utilizzò materiali "significanti" per studiare gli effetti dell'esperienza passata sull'assimilazione di materiali. Mostrò come gli individui, invece di meramente riprodurre i materiali, li rielaboravano alla luce della loro passata esperienza. La nozione di schema o modello concettuale deve la propria esistenza a Bartlett, il quale attinge per questo concetto da studi compiuti da Henry Head sulla sensibilità afferente e sull'interpretazione e correlazione tra sensazioni e movimenti corporei correlati.
La sua Guerra degli Spettri è diventata uno strumento standard per la valutazione sperimentale della capacità di immagazzinamento/richiamo di informazioni da parte della mente umana.
Fu eletto membro della Royal Society nel 1932 (un raro riconoscimento per uno psicologo), e nominato cavaliere nel 1948 per i servigi resi alla Royal Air Force, in relazione al suo lavoro, nel tempo di guerra, nell'ambito della psicologia applicata, riesca ad individuare un significato in un determinato contesto dell'esperienza vissuta, lo stesso significato venga ricreato. Tale approccio allo studio sperimentale della memorizzazione fu denominato "costruttivistico".
La Società britannica di ergonomia attribuisce periodicamente una "medaglia Bartlett" in suo onore e la Società di psicologia sperimentale tiene in suo nome una conferenza annuale.

## Opere
(le date non coincidono necessariamente con quella originale di pubblicazione)
- Remembering (Macmillan, New York, 1954),La memoria. Studio di psicologia sperimentale e sociale,1990, Franco Angeli, 	ISBN 	9788820437091
- Thinking (Basic Books, New York, 1958)
- The problem of noise (Cambridge University Press, Cambridge, 1934)
- Exercises in logic (Clive, London, 1922)
- The mind at work and play (Allen and Unwin, London, 1951)
- Psychology and the soldier (Cambridge University Press, Cambridge, 1927)
- Political propaganda (Cambridge University Press, Cambridge, 1940)
- Psychology and primitive culture (Cambridge University Press, Cambridge, 1923)
- Religion as experience, belief, action (Cumberledge, London, 1950)